# Герой Республики Куба
Герой Республики Куба (исп. Héroe de la República de Cuba) — высшее звание и государственная награда Республики Кубы. Герою Кубы вручается знак особого отличия — медаль «Золотая звезда» (Medalla Estrella de Oro).

## История
Звание Героя Республики Кубы было учреждено законом Nº 17 28 июня 1978 года. Им могут быть награждены как граждане Кубы, так и иностранные граждане. Звание может также присваиваться городам и населённым пунктам. Каждому, получившему звание героя, также вручается орден «Плайя-Хирон». Звание присваивается за экстраординарные заслуги и достижения, сделанные в защиту Кубы и завоеваний революции или за исключительный вклад в дело социализма и борьбы против империализма.

## Известные награждённые
С момента учреждения звания им были награждены свыше сорока человек и один город.
- Арнальдо Тамайо Мендес (26 сентября 1980) — первый кубинский космонавт, первый Герой Кубы.
- Юрий Романенко (1980) — лётчик-космонавт СССР.
- Валерий Рюмин (1980) — лётчик-космонавт СССР.
- Леонид Попов (1980) — лётчик-космонавт СССР.
- Леонид Брежнев (1981) — советский государственный и партийный деятель.
- Сантьяго-де-Куба (1984) — первый город-герой Кубы.
- Арнальдо Очоа (1984) — единственный герой Кубы, впоследствии казнённый по обвинению в коррупции, торговле наркотиками и растрате.
- Рауль Кастро (1998) — кубинский революционер и государственный деятель, брат Фиделя Кастро.
- Хуан Альмейда Боске (1998) — один из лидеров кубинской революции, военный и политический деятель.
- Вильма Эспин (2001) — общественный деятель, супруга Рауля Кастро.
- Антонио Герреро Родригес (2001) — офицер кубинской разведслужбы, член «кубинской пятёрки».
- Рауль Менендес Томассевич (2001) — генерал, участник Кубинской революции, руководитель «борьбы с бандитами» и кубинской военной миссии в Анголе.
- Рамиро Вальдес (2001) — министр внутренних дел в 1961—1968 и 1979—1985.
- Серхио Дель Валье — министр внутренних дел в 1968—1979.
- Фабио Гробарт — политик, революционер, общественный и профсоюзный деятель, один из основателей Коммунистической партии Кубы.